# 戎小春
戎小春（1954年—），浙江慈溪人，知名美国华人数学家，致力于微分几何学的研究。父亲戎文佐，中国著名经济学家，北京大学经济学院教授。

## 生平
20世纪70年代，初中毕业后在北京齿轮厂当了五年工人。1982年，毕业于首都师范大学数学系，获学士学位。1984年，获首都师范大学数学系硕士学位，毕业后留校任教。期间考上苏步青办的代数教学进修班。在进修期间，戎小春曾应邀参加了复旦大学主办的国际数学研讨会，并在会上作学术报告，相关研究引起与会的美国教授关注。1986年-1990年间，在美国纽约州立大学石溪分校攻读数学，获哲学博士学位。现任美国Rutgers大学（罗格斯大学，新泽西州）教授。1998年8月，中美两国科学家第二届前沿科学研讨会于北京召开。戎小春参加了会议，并受到李岚清接见。

## 学术
2000年，应邀在首届美国Scandinvian国际数学大会作了45分钟学术报告（美国Scandinvian国际数学大会每四年举行一次）。2002年，应邀在国际数学家大会做了45分钟报告，成为少数获此殊荣的华人数学家之一。